# بولوني-بيانكور
 بولوني-بيانكور (بالفرنسية: Boulogne-Billancourt)‏ هي بلدية فرنسية تابعة لإقليم أو-دو-سين في إيل دو فرانس وتقع في شمال فرنسا وهي أكبر مدينة في الولاية بعد باريس والتي تعتبر اليوم ضاحية للأخيرة ويقطنها نحو 113,085 نسمة حسب إحصائيات سنة 2008.

## توأمة
لبولون-بيانكور اتفاقيات توأمة مع كل من:
- أبيدجان
- Neukölln [الإنجليزية]‏
- آندرلخت
- زاندام
- غوانغان
- مارينو
- ألمرية
- بانتشيفو
- هامرسميث

## أعلام
- مايكل فارتان
- كلود جاد
- إديت كريسون
- هنري باليسر
- باتريك موديانو
- ليزلي كارون
- جورج سيرويل
- جاسبارد أوليه

## روابط
- الموقع الرسمي لعمادة المدينة